# Neymara Carvalho
Neymara Carvalho (Vila Velha, Espírito Santo, 1 de abril de 1976) é a bodyboarder brasileira.
Conhecida no esporte como a “pequena notável” ou “neymáquina”, a atleta venceu os campeonatos mundiais de 2003, 2004, 2007, 2008 e conquistou o pentacampeonato mundial de bodyboarding, em 2009, nas Ilhas Canárias.
No campeonato brasileiro é dona de nove títulos. No primeiro, em 1993, Neymara venceu todas as etapas e chegou invicta ao podium aos 16 anos, quando ainda competia na categoria amadora.
Ao concluir o circuito mundial na 3º colocação da International Bodyboarding Association (IBA), Neymara vive uma nova fase em sua carreira com sua despedida das competições internacionais a partir de 2014. Em seu último tour internacional, Neymara retornou ao país com o bicampeonato do ISA Games 2013, com o vice-campeonato da etapa da Venezuela, além de ter sido a brasileira melhor colocada na última etapa do Mundial disputado em Porto Rico.
Mãe de Luna, 16 anos, a atleta competiu até os cinco meses de gravidez e, nesta fase, chegou a ganhar uma etapa do Campeonato Brasileiro de Bodyboarding.
Atualmente, o Instituto atende 100 crianças da Região da Grande Terra Vermelha, também em Vila Velha, Espírito Santo.